# San Antonio Loma de Portillo
San Antonio Loma de Portillo är en ort i Mexiko.   Den ligger i kommunen Romita och delstaten Guanajuato, i den centrala delen av landet, 300 km nordväst om huvudstaden Mexico City. San Antonio Loma de Portillo ligger 1 776 meter över havet och antalet invånare är 189.
Terrängen runt San Antonio Loma de Portillo är huvudsakligen platt, men åt sydväst är den kuperad. Terrängen runt San Antonio Loma de Portillo sluttar österut. Runt San Antonio Loma de Portillo är det ganska tätbefolkat, med 124 invånare per kvadratkilometer. Närmaste större samhälle är Romita, 15,5 km öster om San Antonio Loma de Portillo. Trakten runt San Antonio Loma de Portillo består till största delen av jordbruksmark.